# 河東路 (廣州)
河東路是中國廣東廣州的主幹道，在從化街口。河東南路從環市東路開始，到街口大橋；河東北路從街口大橋開始，到環市東路。全長3.7公里，寬22米，雙向4車道。分为南北兩條。

## 名字历史
此路位于流溪河東邊河堤因而得名河東路。该路是1949年后逐渐兴建的路。

## 途經道路
從南到北，粗字为主幹道：
- 環市東路（公里牌標記：2496.6）
- 七星路
- 紅荔路
- 龍井路
- 沿江北路、街口大橋
- 大江路
- 上游路
- 環市東路（公里牌標記：2493.9）